# Andrea Ercolani Volta
Andrea Ercolani Volta (ur. 20 kwietnia 1995) – sanmaryński lekkoatleta.
W 2015 zdobył srebrny medal igrzysk małych państw Europy na 400 m ppł z czasem 55,16 s. W 2017 wywalczył brąz tych zawodów w tej samej konkurencji z czasem 53,07 s. W 2019 ponownie został srebrnym medalistą igrzysk małych państw Europy z czasem 53,48 s. W 2021 zdobył złoty medal na mistrzostwach małych krajów Europy z czasem 53,02 s. W 2023 roku wywalczył złoto igrzysk małych państw Europy z czasem 52,12 s.
W 2015 roku został mistrzem kraju na 400 m ppł z czasem 54,95 s. W 2016 ponownie został mistrzem San Marino na tym dystansie z czasem 55,19 s, a także w sztafecie 4 × 100 m z czasem 43,24 s.
Rekord życiowy: 52,12 s  (Marsa, 3 czerwca 2023), rekord San Marino.